# Domeykos profetaensis
Domeykos profetaensis è un pesce osseo estinto, appartenente ai crossognatiformi. Visse nel Giurassico superiore (Oxfordiano, circa 160 milioni di anni fa) e i suoi resti fossili sono stati ritrovati in Sudamerica.

## Descrizione
Questo pesce era di medie dimensioni, e solitamente non superava i 25 centimetri di lunghezza. Possedeva un corpo slanciato e fusiforme, una grande testa e una pinna dorsale posizionata a circa metà del corpo. Domeykos assomigliava ad altri pesci del Giurassico sudamericano, come Varasichthys e Protoclupea, ma se ne differenziava per alcune caratteristiche: ad esempio, possedeva denti sul vomere (osso del palato) molto sviluppati, e una struttura dello scheletro della pinna caudale particolarmente robusta. Gli archi neurali ed emali erano fusi ai centri preurali e urali, e vi era un alto numero di ossa ipurali. Erano presenti, inoltre, cinque ossa uroneurali indipendenti.

## Classificazione
Domeykos profetaensis venne descritto per la prima volta nel 1985, sulla base di resti fossili ben conservati provenienti dalla zona di Domeyko in Cile, in terreni risalenti alla prima parte del Giurassico superiore (Oxfordiano). I fossili sono stati ritrovati in concrezioni bituminose che hanno permesso la conservazione di parti molli come alcuni organi, la muscolatura, le lamine branchiali e le pareti intestinali, anche se le estremità anteriori e posteriori dei vari esemplari non sono ben conservate. 
Domeykos fa parte di una famiglia di pesci teleostei piuttosto antichi, i Varasichthyidae, tipica del Giurassico superiore sudamericano. Questi pesci, a loro volta, fanno parte dei Crossognathiformes, un gruppo di pesci ossei tipici del Giurassico e del Cretaceo comprendenti forme simili ad aringhe con una grossa testa o a salmoni. Stretti parenti di Domeykos comprendono i già citati Varasichthys e Protoclupea.